# Kerstin Dahlbäck
Kerstin Gertrud Elisabet Dahlbäck, född Liljeqvist 21 december 1940, professor emerita i litteraturvetenskap vid Stockholms universitet. Gift med litteraturhistorikern Lars Dahlbäck.
Kerstin Dahlbäck har publicerat ett stort antal artiklar, uppsatser och böcker om August Strindberg och Hjalmar Bergman samt i många år varit ordförande i Hjalmar Bergmansamfundet och redaktör för dess skriftserie. Hennes specialområde är författarbrevet; hon har kodat in samtliga Strindbergsbrev, gett ut brevantologier samt boken "Ändå tycks allt vara osagt – Strindberg som brevskrivare" (1994). Tillsammans med Sverker R. Ek arbetar hon för närvarande på en utgåva av Hjalmar Bergmans samlade brev.
2003-2005 var Dahlbäck även dekanus vid humanistisk fakultet, Stockholms universitet.

## Skrifter (urval)
- Fästmansbreven: Hjalmar Bergmans brev till Stina Lindberg åren 1905-1908 (redaktör, 1983)
- Ändå tycks allt vara osagt: August Strindberg som brevskrivare (1994)
- En döds memoarer (Hjalmar Bergman; redaktör, 1995)
- Min eld är den största: brev 1858-1912 (redaktör, 1999)
- Att förstå det mänskliga: humanistisk forskning vid Stockholms universitet (redaktör, 2000)
- Savonarola (Hjalmar Bergman; förord, 2002)
- Swedenhielms (Hjalmar Bergman; förord, 2007)
- Dahlbäck, Kerstin (2024). Bakom och framför kameran – Hjalmar och Stina Bergmans fotografier. Stockholm: Carlssons. Libris xfgj9b3hvtgqzzsr. ISBN 9789189826199